# Gerrhosauridae
I Gerrosauridi (Gerrhosauridae Boulenger, 1885) sono una famiglia di sauri diffusi in Africa e Madagascar.

## Tassonomia
La famiglia comprende i seguenti generi e specie:
- Genere Cordylosaurus
  - Cordylosaurus subtessellatus (Smith, 1844)

- Genere Gerrhosaurus
  - Gerrhosaurus bulsi Laurent, 1954
  - Gerrhosaurus flavigularis Wiegmann, 1828
  - Gerrhosaurus major Duméril, 1851
  - Gerrhosaurus multilineatus Bocage, 1866
  - Gerrhosaurus nigrolineatus Hallowell, 1857
  - Gerrhosaurus skoogi Andersson, 1916
  - Gerrhosaurus typicus (Smith, 1837)
  - Gerrhosaurus validus Smith, 1849

- Genere Tetradactylus
  - Tetradactylus africanus (Gray, 1838)
  - Tetradactylus breyeri Roux, 1907
  - Tetradactylus eastwoodae Hewitt & Methuen, 1913
  - Tetradactylus ellenbergeri (Angel, 1922)
  - Tetradactylus seps (Linnaeus, 1758)
  - Tetradactylus tetradactylus (Daudin, 1802)
  - Tetradactylus udzungwensis Salvidio, Menegon, Sindaco & Moyer, 2004

- Genere Tracheloptychus
  - Tracheloptychus madagascariensis Peters, 1854
  - Tracheloptychus petersi Grandidier, 1869

- Genere Zonosaurus
  - Zonosaurus aeneus (Grandidier, 1872)
  - Zonosaurus anelanelany Raselimanana, Raxworthy & Nussbaum, 2000
  - Zonosaurus bemaraha Raselimanana, Raxworthy & Nussbaum, 2000
  - Zonosaurus boettgeri Steindachner, 1891
  - Zonosaurus brygooi Lang & Böhme, 1990
  - Zonosaurus haraldmeieri Brygoo & Böhme, 1985
  - Zonosaurus karsteni (Grandidier, 1869)
  - Zonosaurus laticaudatus (Grandidier, 1869)
  - Zonosaurus madagascariensis (Gray, 1831)
  - Zonosaurus maramaintso Raselimanana, Nussbaum & Raxworthy, 2006
  - Zonosaurus maximus Boulenger, 1896
  - Zonosaurus ornatus (Gray, 1831)
  - Zonosaurus quadrilineatus (Grandidier, 1867)
  - Zonosaurus rufipes (Boettger, 1881)
  - Zonosaurus subunicolor (Boettger, 1881)
  - Zonosaurus trilineatus Angel, 1939
  - Zonosaurus tsingy Raselimanana, Raxworthy & Nussbaum, 2000